# Вердженнес (Іллінойс)
Вердженнес (англ. Vergennes) — селище (англ. village) в США, в окрузі Джексон штату Іллінойс. Населення — 235 осіб (2020).

## Географія
Вердженнес розташований за координатами 37°54′7″ пн. ш. 89°20′25″ зх. д. / 37.90194° пн. ш. 89.34028° зх. д. (37.901933, -89.340158).  За даними Бюро перепису населення США в 2010 році селище мало площу 0,92 км², з яких 0,91 км² — суходіл та 0,00 км² — водойми.

## Демографія
Згідно з переписом 2010 року, у селищі мешкало 298 осіб у 109 домогосподарствах у складі 85 родин. Густота населення становила 325 осіб/км².  Було 121 помешкання (132/км²).
Расовий склад населення:
| - 96,3 % — білих - 0,7 % — чорних або афроамериканців - 0,3 % — корінних американців - 0,3 % — азіатів |

До двох чи більше рас належало 2,3 %. Частка іспаномовних становила 1,7 % від усіх жителів.
За віковим діапазоном населення розподілялося таким чином: 25,8 % — особи молодші 18 років, 61,8 % — особи у віці 18—64 років, 12,4 % — особи у віці 65 років та старші. Медіана віку мешканця становила 38,5 року. На 100 осіб жіночої статі у селищі припадало 91,0 чоловіків;  на 100 жінок у віці від 18 років та старших — 100,9 чоловіків також старших 18 років.
Середній дохід на одне домашнє господарство  становив 40 314 долари США (медіана — 35 536), а середній дохід на одну сім'ю — 46 826 доларів (медіана — 43 958). Медіана доходів становила 48 542 долари для чоловіків та 31 250 доларів для жінок. За межею бідності перебувало 24,3 % осіб, у тому числі 32,9 % дітей у віці до 18 років та 0,0 % осіб у віці 65 років та старших.
Цивільне працевлаштоване населення становило 82 особи. Основні галузі зайнятості: освіта, охорона здоров'я та соціальна допомога — 35,4 %, будівництво — 13,4 %, фінанси, страхування та нерухомість — 12,2 %.